# Drupal Commerce
Drupal Commerce ist eine Open-Source-E-Commerce-Software auf Basis von Drupal. Die Funktionalität von Drupal Commerce umfasst dabei die Verwaltung von Produkten, Bestellungen und Zahlungen und deckt den typischen Einsatzbereich üblicher E-Commerce- und Onlineshop-Software ab. Anders als bei vergleichbaren Systemen sind die Datenstrukturen ähnlich wie in Drupal selbst flexibel und können stark modifiziert werden, was die Abbildung von spezifischen Verkaufsszenarien ermöglicht.

## Geschichte
Drupal Commerce wurde ursprünglich von Ryan Szrama als grundlegende Überarbeitung des E-Commerce-Moduls „Übercart“ entwickelt. Die erste Version wurde am 23. August 2011 veröffentlicht. Derzeit wird Drupal Commerce maßgeblich von Szramas Unternehmen „Commerce Guys“ konzipiert und weiterentwickelt.

## Verbreitung
Drupal Commerce erfuhr stetiges Wachstum seit seiner Einführung. Derzeit ist das Modul auf 64000 Installation von Drupal aktiv. Vergleicht man Verbreitungstrends gegenüber anderen Onlineshop-Systemen wie osCommerce und Magento wird besonders die relativ hohe Verbreitung in größeren E-Commerce-Websites deutlich. Der prognostizierte Anteil von E-Commerce-Websites, die Drupal Commerce verwenden, liegt derzeit laut builtwidth.com bei 1 %.
Größere Nutzer der Software sind der Schmuckhersteller Cartier, sowie der E-Learning-Anbieter Open Sesame und der Sprachreiseanbieter Eurocentres.

## Funktionen und Aufbau
Ähnlich Drupal selbst, ist Drupal Commerce modular aufgebaut und integriert durch die Struktur von Drupal in dessen Subsysteme. So stehen z. B. Funktionen wie Multilingualität auch in allen Bereichen von Drupal Commerce zur Verfügung. Der modulare Aufbau ermöglicht es für bestimmte Anforderungen, nur Teilsysteme des Grundsystems zu nutzen (z. B. wenn kein Warenkorb benötigt wird). Erweiterte Funktionalität wie etwa Zahlungsmethoden oder Versand werden in Drupal Commerce über zusätzliche Module ermöglicht.

### Kernfunktionen
Kernfunktionen der aktuellen Version von Drupal Commerce sind unter anderem:
- Produktverwaltung und Verwaltung von Produktattributen
- Verwaltung von Produktdarstellungen
- Bestellverwaltung und Verwaltung von Bestellpositionen
- Verwaltung von Zahlungen und Zahlungsmethoden
- Berechnung und Behandlung verschiedener Steuersätze
- Rabattberechnung

### Verfügbare Erweiterungen
Für folgende Funktionalität stehen unter anderem Erweiterungen zur Verfügung:
- Verwaltung von Versandmethoden und Versandberechnung[8]
- Lagerstandsverwaltung[9]
- Lizenzverkauf- und -verwaltung[10]